# Paolo Tomasoni
Paolo Tomasoni (Gallarate, 22 febbraio 1962) è un allenatore di calcio ed ex calciatore italiano, di ruolo difensore.

## Caratteristiche tecniche

### Giocatore
Ricoprì per la maggior parte della carriera il ruolo di libero. Nel corso della sua esperienza piacentina, tuttavia, fu impiegato frequentemente come terzino fluidificante a sinistra.
Era inoltre dotato di un tiro potente (per il quale era soprannominato Bombarda), che gli consentì di mettere a segno numerose reti su calcio piazzato.

## Carriera

### Giocatore
Prodotto del vivaio del Varese, esordì in prima squadra nel vittorioso campionato di Serie C1 1979-1980, collezionando 2 presenze. Nella stagione successiva fece il suo debutto nella serie cadetta, disputando 19 partite con 2 reti.
Nel 1981 viene ceduto in prestito in Serie C1, al Sant'Angelo; con la formazione lodigiana si mise in luce, realizzando 4 reti in 28 presenze, non sufficienti tuttavia ad evitare la retrocessione in Serie C2. Rientrato al Varese, viene nuovamente ceduto in prestito, dapprima all'Alessandria e poi, dopo poche gare, al Parma, squadrà in cui non riuscì ad imporsi come titolare collezionando 14 presenze. Fece quindi ritorno al Varese, con il quale disputò due campionati di Serie B e fu impiegato con continuità: nella prima stagione contribuì con 33 presenze e 2 reti alla conquista del decimo posto finale, mentre l'anno successivo i biancorossi lombardi, guidati da Giampiero Vitali, retrocessero in C1 per un solo punto di distacco dal Cagliari.
Dopo la retrocessione, venne acquistato dal Piacenza, inizialmente come sostituto dell'infortunato Giorgio Mastropasqua. Con il rientro in campo del compagno di reparto, Tomasoni venne spostato sulla fascia sinistra, posizione che gli consentì di essere particolarmente prolifico dal punto di vista realizzativo: mise a segno 8 reti in 33 partite, laureandosi capocannoniere della squadra (giunta al terzo posto in Serie C1) insieme a Roberto Simonetta e Gianfranco Serioli. Conquistò inoltre la Coppa Anglo-Italiana, competizione nella quale andò anche a segno nella finale vinta per 5-1 sul Pontedera di Marcello Lippi.
Nella stagione 1986-1987 riprese il proprio posto di libero e contribuì con 27 presenze e 3 reti alla promozione in Serie B degli emiliani. Riconfermato anche in cadetteria, si alternò in difesa con Claudio Gentile e Luca Marcato, e mise a segno altre 5 reti in campionato, concluso con la salvezza della squadra piacentina.
A fine stagione venne ceduto alla Triestina, appena retrocessa in Serie C1. Con gli alabardati riconquistò immediatamente la cadetteria (terza promozione personale), quindi si trasferì in Sicilia, al Giarre, sempre in C1. Con la formazione gialloblù disputò quattro campionati consecutivi in terza serie, ottenendo due terzi posti e un quarto posto sotto la guida di Gian Piero Ventura, ed indossando ripetutamente la fascia di capitano della squadra.
Nel 1993, a 31 anni, ritornò in Serie B per una stagione, vestendo la maglia del Venezia. In Veneto fu impiegato saltuariamente, e collezionò 17 presenze in campionato, scendendo in campo anche in occasione della vittoria in Coppa Italia contro la Juventus allo Stadio Pierluigi Penzo. A fine stagione tornò in terza serie, accasandosi al Barletta, che nel 1995 scomparve per problemi finanziari, e Tomasoni si trasferì al Borgosesia, formazione piemontese del Campionato Nazionale Dilettanti. Già nel mese di novembre, tuttavia, la società rescisse il contratto con il giocatore.
In totale ha collezionato 121 presenze e 10 reti in Serie B, e 289 presenze con 32 reti in Serie C1.

### Allenatore
Dopo gli esordi nelle giovanili della Solbiatese e del Varese, passò all'Inter; dal 2003 allenò «Berretti» (con cui sfiorò per due volte il titolo nazionale) e Allievi Regionali del club nerazzurro.
Nel luglio 2011 assume l'incarico di allenatore della formazione Primavera del Varese, finalista scudetto nella stagione precedente. Lascia la formazione lombarda a fine stagione, e dal novembre 2012 diventa allenatore degli Allievi della Pro Vercelli. Nel settembre 2013 passa alla guida della formazione Berretti.
Il 23 luglio 2015 diventa nuovo allenatore della Pro Patria venendo esonerato prima dell'inizio del campionato.
Il 21 febbraio 2017 viene chiamato sulla panchina del Legnano, in Serie D.
Nel 2019 assume la guida della Sestese, mentre la stagione successiva è chiamato sulla panchina della Vergiatese, ma viene esonerato il 6 aprile 2021.
Nella stagione 2021-22 si siede sulla panchina della Vogherese, in Eccellenza Lombarda ma l'esperienza si chiude con l'esonero il 14 ottobre dopo la sconfitta e l'eliminazione in coppa Italia regionale contro il  Pavia.

## Palmarès

### Competizioni nazionali
- Campionato italiano Serie C1: 2

Varese: 1979-1980 (girone A)
Piacenza: 1986-1987 (girone A)

### Competizioni internazionali
- Coppa Anglo-Italiana: 1

Piacenza: 1986